# Zumanjaro: Drop of Doom
Zumanjaro: Drop of Doom war ein Freifallturm in Six Flags Great Adventure in New Jersey. Die 126 m hohe Attraktion ist an die Achterbahn Kingda Ka angeschlossen und wurde 2014 als höchster Freifallturm der Welt eröffnet. Der Freifallturm wurde im Mai 2024 geschlossen, im Juni 2024 für einige Tage wiedereröffnet, ab Juli 2024 für längere Zeit geschlossen und die Entfernung im November 2024 offiziell angekündigt. Am 28. Februar 2025 wurde der Top-Hat von Kingda Ka und somit auch Zumanjaro: Drop of Doom gesprengt.

## Geschichte
Am 29. August 2013 kündigte der Vorsitzende, Präsident und CEO von Six Flags, Jim Reid-Anderson offiziell die Errichtung des Freifallturms für die Saison 2014 an. Er sollte mit den anderen neuen Fahrgeschäften im Six Flags-Parks gebaut und an Kingda Ka angeschlossen werden. In der Pressemitteilung wurde bestätigt, dass Rolling Thunder am 8. September 2013 geschlossen und abgerissen werden würde.
Am 1. April 2014 wurde das letzte Gleisstück für den Freifallturm errichtet. Das Fahrgeschäft wurde am 4. Juli 2014 eröffnet.